# Xavier Veilhan

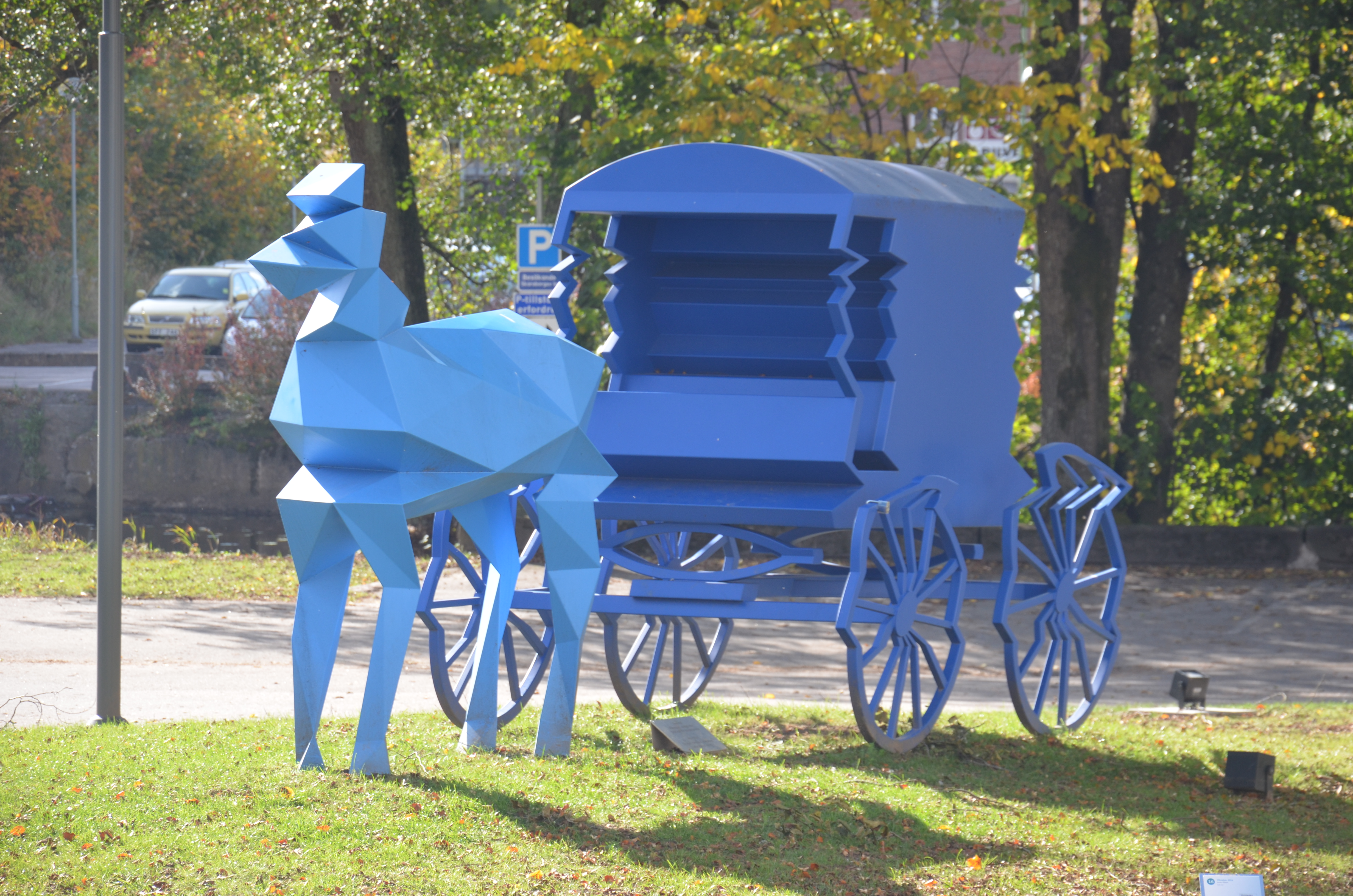
Vibration i blått utanför Textile Fashion Center i Borås

Xavier Veilhan, född 1963 i Lyon, är en fransk konstnär bosatt och verksam i Paris. Han arbetar inom fotografi, skulptur, film och måleri.
Xavier Veilhan har gjort sig känd genom sina storskaliga installationer, varav flera har innehållit stilliserade objekt, som djur, människor eller tekniska apparater, plockade ur sitt sammanhang. Han har samarbetat med den franska popgruppen Air, och gjorde bland annat skivomslaget till deras album Pocket Symphony från 2007.

## Offentliga verk i urval
- Julian, 2014, taket till räddningsstationshuset på Blekinge  flygflottilj, Kallinge